# Nazar Chepurnyi
Nazar Vyacheslavovich Chepurnyi (in ucraino Назар Вячеславович Чепурний?; Čerkasy, 3 settembre 2002) è un ginnasta ucraino, vincitore del bronzo nel volteggio ai mondiali di Anversa 2023.

## Biografia
Ha rappresentato l'Ucraina ai Giochi olimpici giovanili di Buenos Aires 2018, dove ha vinto l'argento nel volteggio, terminando alle spalle dello statunitense Brandon Briones. Ha inoltre vinto l'oro nella gara mista multidisciplinare.
Alle Universiadi di Chengdu 2021, disputati nel 2023, ha ottenuto l'oro nel volteggio.
Ai mondiali di Anversa 2023 ha guadagnato il bronzo nel volteggio, dietro al britannico Jake Jarman ed allo statunitense Khoi Young.
Si è laureato campione continentale nel concorso a squadre agli Europei di Rimini 2024, con Illia Kovtun, Oleg Verniaiev, Igor Radivilov e Radomyr Stelmakh, e il bronzo nel volteggio, preceduto sul podio dal britannico Jake Jarman e dall'armeno Artur Davtyan.

## Palmarès

### Per l'Ucraina
- Mondiali

Anversa 2023: bronzo nel volteggio;
- Europei

Rimini 2024: oro nel concorso a squadre; bronzo nel volteggio;
- Universiadi

Chengdu 2021: oro nel volteggio;
- Giochi olimpici giovanili

Buenos Aires 2018: argento nel volteggio;
- Campionati mondiali juniores di ginnastica artistica

Győr 2019: oro nella sbarra; argento nel concorso a squadre; bronzo nel corpo libero;

### Per la Squadra mista
- Giochi olimpici giovanili

Buenos Aires 2018: oro nella gara mista multidisciplinare;